# Richinel Eustatius
Richinel Eustatius lub Richenel Estatius – trener piłkarski z Curaçao.

## Kariera trenerska
W 2010 prowadził C.S.D. Barber.

## Sukcesy i odznaczenia

### Sukcesy trenerskie
- mistrz Antyli Holenderskich: 2010